# Tomb Raider: Underworld
Tomb Raider: Underworld також знана як Tomb Raider 9 — дев'ята гра в серії Tomb Raider, розроблена Crystal Dynamics і видана Eidos Interactive для Windows, PlayStation 3, Xbox 360, Wii і Nintendo Ds у листопаді 2008 року. Пізніші версії були випущені для мобільних пристроїв у грудні 2008 року, PlayStation 2 у 2009 році та OS X у 2012 році. Різні компанії портували або розробляли різні версії. Дев’ята частина серії Tomb Raider і третя частина трилогії Legend, Underworld розповідає про археолога-авантюристку Лару Крофт, яка шукає мйольнір, артефакт-ключ для входу в царство Гельгейм, протистоячи супротивникам зі свого минулого. Ігровий процес охоплює проходження Ларою рівнів в усьому світі за допомогою платформера, боротьбу з ворогами та вирішення головоломок для просування вперед.
Виробництво Underworld почалося у 2006 році після виходу Tomb Raider: Legend і розроблялося паралельно з Anniversary (2007). Сценарій спільно був написаний режисером Еріком Ліндстромом та співавтором серії Тобі Ґардом; Ґард покинув Crystal Dynamics наступного року. Ігровий процес переробили з урахуванням здібностей Лари, а її дії вперше створили з використанням технології motion capture. Для проєкту створили новий ігровий рушій, оскільки у команди виникли проблеми з переходом на обладнання наступного покоління та нестачею персоналу через виробництво Anniversary.
Гру, оголошену у січні 2008 року для апаратного забезпечення наступного покоління, відклали на листопад, а також анонсували для апаратного забезпечення поточного покоління. 2009 року вийшов ексклюзивний завантажуваний контент для Xbox 360. Гра отримала здебільшого позитивні відгуки від критиків, котрі хвалили середовище, історію, головоломки, дослідження, графіку та менш лінійний стиль гри, хоча критика була спрямована на камеру та бойову систему. Він розійшовся тиражем нижче очікувань, хоча у кінцевому підсумку розійшовся тиражем більше як три мільйони копій в усьому світі. Це була остання Tomb Raider, опублікована Eidos Interactive до її придбання у 2009 році та ребрендингу Square Enix. Слідом за Underworld Crystal Dynamics перезавантажила серію вдруге, а наступна гра вийшла у 2013 році.

## Відгуки
| Агрегатор  | Оцінка                                     |
| ---------- | ------------------------------------------ |
| Metacritic | 80 (PC) 75 (PS3) 75 (360) 72 (Wii) 70 (DS) |

| Видання                      | Оцінка                                                                       |
| ---------------------------- | ---------------------------------------------------------------------------- |
| Game Informer                | 8.75/10                                                                      |
| GameSpot                     | 7.0/10 (PS3, 360) 5.5/10 (DS) 6.5/10 (Wii)                                   |
| GamesRadar+                  | 9/10 (PC, 360, PS3)                                                          |
| IGN                          | 8.0/10(PC) US:7.5/10, UK:8.5/10 (360) US:7.4/10, UK:8.5/10 (PS3) 6.5/10(Wii) |
| Nintendo Power               | 7/10 (Wii)                                                                   |
| Official Xbox Magazine (США) | 7.0/10                                                                       |